# Bomba del Liceu
L'episodi conegut popularment com la Bomba del Liceu va ser un atemptat produït amb bomba dins de la platea del Gran Teatre del Liceu de Barcelona, l'any 1893.
El Liceu, a finals del segle xix es convertí en l'aparador social d'una burgesia que hi veia un espai refinat i prestigiós. A la vegada, l'anarquisme, que s'havia apoderat dels moviments de revolta social de l'època, veié en el Liceu un dels símbols de l'oligarquia dominant. Aquesta identificació afectà tràgicament la vida del teatre: el 7 de novembre de 1893, en la nit d'inauguració de la temporada 1893-1894 (s'hi representava Guillaume Tell, de Gioachino Rossini), cap a un quart d'onze (es representava el segon acte de l'òpera), l'anarquista Santiago Salvador llençà dues bombes Orsini sobre la platea del teatre, de les quals només n'explotà una que causà una vintena de morts. Aquest fet commocionà la ciutat; el públic liceístic (i, en general, el dels teatres de la ciutat) va trigar a tornar a la normalitat i durant anys no es van utilitzar les butaques que ocupaven els morts per la bomba. Alhora, "la bomba del Liceu" (com va ser coneguda) va potenciar, i sovint distorsionar, la imatge classista del Liceu.
El Liceu no va tornar a obrir fins al 18 de gener de 1894 amb uns concerts dirigits per Antoni Nicolau. Poc després, es van representar per primer cop L'amico Fritz, de Mascagni, i Manon, de Massenet, amb Hariclea Darclée com a protagonista.
Durant molts anys es va creure unànimement que la bomba que no va esclatar a l'atemptat del Liceu era la bomba Orsini conservada al Museu d'Història de Barcelona, però l'any 1990 el periodista Lluís Permanyer va donar a conèixer l'existència d'una altra bomba de similars característiques que també podria haver-ho estat.